# جنکینجونز (ویرجینیای غربی)
جنکینجونز (به انگلیسی: Jenkinjones) یک منطقهٔ مسکونی در ایالات متحده آمریکا است که در شهرستان مک‌داول، ویرجینیای غربی واقع شده‌است.